# Districtul Phra Samut Chedi
Phra Samut Chedi (în thailandeză พระสมุทรเจดีย์) este un district (Amphoe) din provincia Samut Prakan, Thailanda, cu o populație de 100.022 de locuitori și o suprafață de 120,378 km².

## Componență
Districtul este subdivizat în 5 subdistricte (tambon), care sunt subdivizate în 42 de sate (muban).
| Nr. | Nume                    | În thailandeză  | Sate | Locuitori |  |
| --- | ----------------------- | --------------- | ---- | --------- |  |
| 1.  | Na Kluea                | นาเกลือ          | 8    | 9,071     |  |
| 2.  | Ban Khlong Suan         | บ้านคลองสวน      | 4    | 9,693     |  |
| 3.  | Laem Fa Pha             | แหลมฟ้าผ่า        | 13   | 18,638    |  |
| 4.  | Pak Khlong Bang Pla Kot | ปากคลองบางปลากด | 4    | 13,798    |  |
| 5.  | Nai Khlong Bang Pla Kot | ในคลองบางปลากด  | 13   | 48,822    |  |